# Myristica sinclairii
Myristica sinclairii là một loài nhục đậu khấu. Đây là loài đặc hữu của Papua New Guinea.